# Уитчёрч Каноникорум
Уитчёрч Каноникорум — деревня и гражданский приход на юго-западе Дорсета, Англия, расположенный в долине Маршвуд в 8 к западу-северо-западу от Бридпорта. По переписи 2011 года в приходе, включающем поселения Моркомбелейк, Райалл и Фишпонд-Боттом, проживало 684 человека.
В завещании короля Альфреда Великого 899 года она была оставлена его младшему сыну Этельварду, а в 1086 году в Книге Страшного суда деревня была записана как Witcerce.